# باي باك (مسلسل كوري جنوبي)
باي باك (بالكورية: 법쩐)؛ هو مسلسل تلفزيوني كوري جنوبي، من بطولة لي سون كيون، مون تشاي وون. عرض على قناة إس بي إس من 6 يناير الى 11 فراير 2023 ، تم بثه كله يوم الجمعة والسبت.

## القصة
يصور المسلسل قصة أشخاص يخاطرون بكل شيء لمحاربة كارتل المال المتواطأ مع القانون. يرفضون التزام الصمت في وجه القوة لغير كفئ والظالمة، ويقاتلون بشغف بطريقتهم الخاصة.

## طاقم

### رئيسي
- لي سون كيون في دور اون يونغ، تاجر أموال مالك ورئيس لصندوق استثمار عالمي للأسهم الخاصة.[6]
- مون تشاي وون في دور بارك جون كيونغ، رائد في الجيش وضابطة قضائية من النخبة اجتازت امتحان المحاماة وتخرجت من معهد التدريب بأعلى الدرجات.[8]
- كانغ يو سيوك في دور جانغ تاي تشون، ابن شقيق اون يونغ وهو مدعي عام.[9]
- بارك هون في دور هوانغ كي سيوك، مدعي العام.[10]

### داعم
- كيم هونغ با في دور ميونغ إن جو، الأب الروحي للاقتصاد السري الذي بنى كارتل الجشع.[7]
- كيم هيي هوا في دور هونغ هان نا، شريكة يونغ التي أصبحت ممثلًا لصندوق الأسهم الخاصة.[7]
- تشوي دوك مون في دور نام سانج إيل، محقق الادعاء المخضرم.[7]
- كيم مي سوك في دورايون هايي رين، والدة جون كيونغ.[7]
- لي كي يونغ في دور أوه تشانغ هيون، الرئيس السابق لمكتب الادعاء العام منطقة سيئول.[7]
- سون ايون سيو في دور ميونغ سي هي، ابنة إن جو وزوجة كي سيوك[11]
- سيو جيونغ يون في دور اون جي هي، والدة تاي تشون وأخت يونغ الكبرى.[7]
  - بارك هوان هي في دور اون جي هي، في سن المراهقة.[12]
- تشوي مين تشول في دور بارك جونغ سو، المدعي العام الرئيسي لفرقة التحقيق الخامسة.[13]
- بارك جونغ-بيو في دور لي يونغ-جين ، اليد اليمنى لـ كي-سقوك والمدعي العام لمكتب الادعاء سيئول المركزي.[14]

- كون هيوك في دور لي سو دونغ، شريك ان غوو.[15]
- وون هيون جون في دور لي جين هو، سفاح سوق رأس المال.[16]
- لي جيون ميونغ في دور كيم سيونغ تاي، اليد اليمنى لـ ان غوو.[17]
- كوون تاي وون في دور بايك إن سو، المدعي العام السابق وعضو الجمعية الوطنية.[18]

- جو يونغ جين في دور سون سونغ جين ، سياسي.[19]
- تشوي جونغ إن في دور هام جين، مفتش مكتب الادعاء العام الأعلى.[11]
- كيم جاي روك في دور الرئيس بارك[20]

## المشاهدات
| الموسم | الموسم | رقم الحلقة | رقم الحلقة | رقم الحلقة | رقم الحلقة | رقم الحلقة | رقم الحلقة | رقم الحلقة | رقم الحلقة | رقم الحلقة | رقم الحلقة | رقم الحلقة | رقم الحلقة | المتوسط |
| الموسم | الموسم | 1          | 2          | 3          | 4          | 5          | 6          | 7          | 8          | 9          | 10         | 11         | 12         | المتوسط |
| ------ | ------ | ---------- | ---------- | ---------- | ---------- | ---------- | ---------- | ---------- | ---------- | ---------- | ---------- | ---------- | ---------- | ------- |
|        | 1      | 1.582      | 1.392      | 1.607      | 1.697      | 1.798      | 1.293      | 1.992      | 2.008      | 2.016      | 1.793      | 2.084      | 1.971      | 1.769   |

| الحلقات | تاريخ البث     | تقييمات "نيلسن كوريا" | تقييمات "نيلسن كوريا" |
| الحلقات | تاريخ البث     | على الصعيد الوطني     | سيئول                 |
| ------- | -------------- | --------------------- | --------------------- |
| 1       | 6 يناير 2023   | 8.7%                  | 9.6%                  |
| 2       | 7 يناير 2023   | 7.4%                  | 8.3%                  |
| 3       | 13 يناير 2023  | 8.7%                  | 8.9%                  |
| 4       | 14 يناير 2023  | 9.6%                  | 10.1%                 |
| 5       | 20 يناير 2023  | 9.5%                  | 9.7%                  |
| 6       | 21 يناير 2023  | 7.1%                  | 7.5                   |
| 7       | 27 يناير 2023  | 11.1%                 | 11.6%                 |
| 8       | 28 يناير 2023  | 10.7%                 | 10.7%                 |
| 9       | 3 فبراير 2023  | 11.1%                 | 11.1%                 |
| 10      | 4 فبراير 2023  | 9.5%                  | 9.9%                  |
| 11      | 10 فبراير 2023 | 11.4%                 | 11.8%                 |
| 12      | 11 فبراير 2023 | 11.1%                 | 10.8%                 |
| متوسط   | متوسط          | 9.7%                  | 10.0%                 |

## الإنتاج

### صناعة
المسلسل من كتابة كيم وون سيوك الذي كتب مسلسل رجل لرجل، وشارك في كتابة مسلسل قاعة الملكة (2013)، أحفاد الشمس (2016). ومن تخطيط قسم الدراما إس بي إس المعروف بي إستوديو إس وإنتاج من قبل شركة رد ناين بيكتشرز.

### التصوير
يقال أن التصوير قد بداء في يوليو 2022.

## روابط خارجية
- الموقع الرسمي
 (بالكورية)
- باي باك على موقع IMDb (الإنجليزية)
- باي باك على موقع فيلمافينيتي (الإسبانية)
- باي باك على موقع كينوبويسك (الروسية)
- باي باك على موقع قاعدة بيانات الفيلم (الإنجليزية)
- باي باك على هانسينما